# Carmen Ruiz-Tilve
Carmen Ruiz-Tilve Arias (Oviedo, 1941) es escritora, doctora en Filología (su tesis aborda la obra narrativa de Dolores Medio) y catedrática de Didáctica de la Lengua y la Literatura de la Universidad de Oviedo, hoy jubilada. Escribe libros desde 1985 y es colaboradora habitual en prensa. El 4 de septiembre de 2002 fue nombrada Cronista Oficial de Oviedo (Asturias). 

## Biografía
Nació el 19 de abril de 1941 en Oviedo, hija de María Arias García y Francisco Ruiz Tilve. Casada y actualmente viuda del también profesor Luis Carlón, es madre de 4 hijos (Julián, Francisco, Matilde y Luis). Estudió Filología Románica en la Universidad de Oviedo (1960-1965), lugar en el que se doctoró en 1990. Su tesis de licenciatura trató sobre “El premio de novela Ciudad de Oviedo” y su tesis de doctorado sobre “La obra narrativa de Dolores Medio”, en ambos casos con la dirección del profesor Martínez Cachero.
Empezó su vida profesional trabajando como profesora en el colegio Nazaret de Oviedo y vivió dos años en Valencia, donde no pudo trabajar. Profesora de la Universidad de Oviedo desde 1978, llegará a ser catedrática de Didáctica de la Lengua y la Literatura. Entre 1980 y 1982 fue bibliotecaria en la Facultad de Filología de la misma universidad.
Desde 1985 publica libros sobre didáctica y ensayos sobre Asturias y Oviedo. En 1994 escribe su primera novela “Crisantemos para todos”. Y desde 1995 firma "Pliegos de Cordel", textos breves donde repasa la vida cotidiana de la ciudad, publicados como columna en el periódico La Nueva España de Oviedo. También desde el año 2002, publica "El tiempo vuela", un artículo mensual en el mismo periódico. 
Además de publicar libros y escribir en prensa, participa habitualmente en congresos, conferencias, publicaciones, proyectos de investigación y otras actividades, fundamentalmente relacionadas con la cultura asturiana. Es miembro del Real Instituto de Estudios Asturianos y del jurado del Premio al Pueblo Ejemplar (Premios Princesa de Asturias). Cronista Oficial de Oviedo, divulga en su trabajo la vida social y cultural de su Asturias natal. 
En 2020 recibió el Premio de las Letras de Asturias por su exitosa carrera tanto en el mundo académico como en el literario y el periodístico.

## Obra literaria
Sus principales obras pueden clasificarse en cuatro ámbitos:

### Publicaciones didácticas
- El lenguaje oral en la escuela: Condiciones para su adquisición en Preescolar (1985)
- Los modelos educativos a partir del material bibliográfico escolar 1850-1950,(1996
- Libros para niños. Los modelos educativos a partir del material bibliográfico escolar (1996) (coordinadora)
- 365 preguntas (2000)
- 365 cuentos (2000)
- Leer con la Naturaleza (2004)

### Asturias y Oviedo
- La vida comercial de Oviedo a través de Nosotros, los Rivero. 1924-1935 (1989)
- Dolores Medio (1989)
- La obra narrativa de Dolores medio (publicación de su tesis) (1991)
- La mujer asturiana en el trabajo tradicional (1993)
- El Fontán, Guía para nostálgicos (1994)
- Alrededor de El Carbayón. El Campo se hace ciudad (1995)
- De plazas y plazuelas. Historia menor de siete espacios del Oviedo intramuros (1996)
- Fuentes y caños de Oviedo y su concejo (1997)
- Oviedo en el Camino de Santiago (1999)
- El Oviedo de Dolores Medio (2004)
- Oviedo de cerca (2006)

### Novelas
- Crisantemos para todos (1994)
- La edad de oro (1995)
- Galería de espejos (1998)
- Una selmana fuera del calendariu (1998)
- Una semana fuera del calendario (2000)
- Cuentos encadenados (2001)
- Las dos caras de Jano (2005)

### Colaboraciones en prensa
Pliegos de Cordel, artículos publicados en La Nueva España y recogidos como libro en los volúmenes: Pliegos de Cordel (1997), Nuevos Pliegos de Cordel (2000), Terceros Pliegos de Cordel (2002), Cuartos Pliegos de Cordel (2005), Quintos Pliegos de Cordel (2006) y Sextos Pliegos de Cordel (2013). En 2008, recopiló sus artículos relacionados con la gastronomía en Pliegos de cordel de comer y beber.

## Reconocimientos y premios
- En 2011 se creó, en el barrio de La Corredoria de Oviedo, el Colegio Público "Corredoria III" que posteriormente cambió su nombre por el de "Carmen Ruiz-Tilve".
- Desde 2014, en el barrio de La Florida de Oviedo hay una calle con su nombre.[3]
- La asociación cultural "L'Arribada" le galardonó en el año 2014 con el premio "Timón" para escritores asturianos en castellano.[4]
- En el año 2016 la Sociedad Protectora de La Balesquida concedió a Carmen Ruiz-Tilve el título de "socia de honor".[5]
- En 2020 recibe el Premio de las Letras de Asturias.[1]
- La Comisión de Honores y Distinciones del Ayuntamiento de Oviedo decidió en marzo de 2021 nombrar a Ruiz-Tilve Hija predilecta de Oviedo por su dedicación a "divulgar todo lo relacionado con su ciudad, con Oviedo, con todo lo ovetense, con gran entusiasmo, generosidad, dedicación y empeño, todo en su vida ha girado en torno a Oviedo, es por ello, que Oviedo debe reconocer y recompensar esta dedicación de algún modo".[6]